# Ernst Pfeffer von Salomon
Ernst Paul Josef Pfeffer von Salomon (* 2. Juli 1856 in Landsberg an der Warthe; † 20. Juli 1923 in Wiesbaden) war ein preußischer Verwaltungsbeamter und von 1893 bis 1901 Landrat des Landkreises Saarburg.

## Leben und Herkunft
Ernst Pfeffer von Salomon stammte aus der briefadligen Familie Pfeffer von Salomon und war ein Sohn von Ferdinand Pfeffer von Salomon (1822–1901) und dessen Ehefrau Ida, geb. Hoffmann-Scholtz (1834–1899).
Nachdem er 1875 in Düsseldorf seine Reifeprüfung abgelegt hatte, absolvierte er ein Studium der Rechtswissenschaften in Leipzig, Berlin und Breslau. 1878 wurde er Gerichtsreferendar, 1883 Gerichtsassessor und ab 1885 war er bei der Generalkommission Münster, sowie bei der Spezialkommission Höxter tätig. 1886 wurde er Regierungsassessor und Spezialkommissar zunächst in Dierdorf und darauffolgend auch in Trier. 1889 erhielt er seine Ernennung zum Regierungsrat. 1893 wurde er zum kommissarischen und 1894 zum definitiven Landrat des Landkreises Saarburg ernannt, was auf eine Initiative seines Schwiegervaters Karl Theodor Rautenstrauch durch dessen Beziehungen zu den vorgesetzten Behörden zurückgeführt wurde. Während seiner Amtszeit in Saarburg kam es zu einigen Auseinandersetzungen. Besonders betroffen von einem Streit wurde der Bürgermeister der Stadt Saarburg und der Amtsbürgermeisterei Saarburg-Land, Jakob Hubert Hahn, der schließlich sein Amt aufgeben musste.
An anderer Stelle heißt es: [Landrat] Mohrs Nachfolger – Pfeffer – sei von einem einflussreichen Kreiseingesessenen hart angegangen worden, so dass ein Prozess drohen würde. Aus diesem Grund machte der Trierer Regierungspräsident zur Nedden einen Vorschlag; 

„…durch eine Versetzung Pfeffers (mit gleichzeitiger Beförderung – dies beinhalte die beste Ehrenerklärung –, um nicht ein Odium auf den Weggang zu werfen) die Angelegenheit zu bereiningen.“

1901 wurde Pfeffer von Salomon zum Oberregierungsrat ernannt, worauf er zur Regierung Wiesbaden wechselte und dort 1922 in den Ruhestand trat.

## Auszeichnungen
- Roter Adlerorden 4. Klasse

## Familie
Ernst Pfeffer von Salomon heiratete am 26. August 1889 in Trier Klara Claire Sophie Rautenstrauch, Tochter von Carl Rautenstrauch (1839–1893) und dessen Ehefrau Clara, geb. Bürgers (1845–1912). Seine Geschwister waren der ältere Bruder Max Carl Friedrich (1854–1918) und die jüngere Schwester Anna Thekla Elisabeth Pfeffer von Salomon (* 26. Oktober 1866) verheiratet mit Max Forster seit dem 13. Februar 1890 in Düsseldorf.

## Weblink
- Ernst Pfeffer von Salomon in der Rheinland-Pfälzischen Personendatenbank